# Medici: Masters of Florence
Medici: Masters of Florence es una serie de televisión transmitida desde el 18 de octubre de 2016 hasta el 11 de diciembre de 2019 por medio de la cadena Rai 1. 
La serie es creada por Frank Spotnitz, la serie contará con la participación invitada de actores como Steven Waddington, David Bradley, Valentina Carnelutti, Andy Luotto, Valentina Cervi, Giusy Buscemi, entre otros.
La serie es un drama político que sigue el ascenso de la familia Médici y el renacimiento italiano. Los Médici llegaron al poder en un momento de gran desigualdad social y económica, su banco pronto lleva a la creación de la clase media convirtiéndolos en una de las familias más poderosas, a su vez utilizan su poder y los recursos para desafiar el pensamiento tradicional marcando el comienzo de una nueva era: la era del arte y la ciencia revolucionaria.
El 20 de octubre de 2016 y con sólo dos episodios estrenados, Frank Spotnitz y Sergio Mimica-Gezzan anunciaron que la serie había sido renovada para una segunda temporada.

## Historia
Situado en Florencia a principios del siglo XV, Cosme de Médici se encuentra a la cabeza de su familia, conformada por una dinastía de banqueros, cuando su padre Giovanni de Médici muere repentinamente. Sin embargo, Cosme oculta un secreto, su padre fue asesinado. 
La riqueza y el poder ha elevado a los Médici a un estatus igual al de la nobleza, para gran disgusto de muchas de las antiguas familias nobles de Florencia, sin embargo también les ha traído mucha influencia política y social.
Ahora Cosme debe descubrir al asesino de su padre y proteger su legado financiero, así como la riqueza y el poder de su familia, con la ayuda de su hermano Lorenzo de Médici y su servidor de confianza Marco Bello, Cosme busca al asesino de su padre y su primer sospechoso es Rinaldo Albizzi, un antiguo amigo quien ahora es uno de sus enemigos. 
Por otro lado, su amor por el arte y la arquitectura lo lleva a la terminación del Duomo, pasión por el arte que ayudará al nacimiento del Renacimiento.

## Personajes

### Personajes principales
| Actor               | Personaje                     | Episodios | Duración        |
| ------------------- | ----------------------------- | --------- | --------------- |
| Richard Madden      | Cosme de Médici               | 8         | 2016 - presente |
| Annabel Scholey     | Contessina de Bardi de Médici | 8         | 2016 - presente |
| Alessandro Sperduti | Piero de Médici               | 8         | 2016 - presente |
| Valentina Bellè     | Lucrezia Tornabuoni de Médici | 8         | 2016 - presente |
| Guido Caprino       | Marco Bello                   | 8         | 2016 - presente |
| Stuart Martín       | Lorenzo de Médici             | 8         | 2018 - presente |

### Personajes recurrentes
| Actor                | Personaje                      | Episodios | Duración        |
| -------------------- | ------------------------------ | --------- | --------------- |
| Ken Bones            | Ugo Bencini                    | 8         | 2016 - presente |
| Tatjana Nardone      | Emilia                         | 8         | 2016 - presente |
| Daniel Caltagirone   | Andrea de Pazzi                | 7         | 2016 - presente |
| Giorgio Caputo       | Federigo Malavolti             | 5         | 2016 - presente |
| Sarah Felberbaum     | Maddalena (esclava circasiana) | 5         | 2016 - presente |
| Alessandro Preziosi  | Filippo Brunelleschi           | 4         | 2016 - presente |
| Eugenio Franceschini | Ormanno degli Albizzi          | 4         | 2016 - presente |
| Brian Cox            | Bernardo Guadagni              | 4         | 2016 - presente |
| Anthony Howell       | Francesco Sforza               | 2         | 2016 - presente |
| Andrea Tidona        | Papa Eugenio IV                | 2         | 2016 - presente |
| Andrea Bruschi       | Andreas di Cecco               | 2         | 2016 - presente |
| Gerolamo Alchieri    | Maso degli Albizzi             | 2         | 2016 - presente |

### Antiguos personajes principales
| Actor          | Personaje                   | Episodios | Duración | Estado | Notas                      |
| -------------- | --------------------------- | --------- | -------- | ------ | -------------------------- |
| Stuart Martin  | Lorenzo de Médici           | 8         | 2016     | Muerto | Enfermedad hereditaria.    |
| Dustin Hoffman | Giovanni di Bicci de Medici | 5         | 2016     | Muerto | envenenado por Ugo Bencini |
| Sean Bean      | Jacopo de' Pazzi            | 8         | 2016     | Muerto | asesinado                  |
| Lex Shrapnel   | Rinaldo degli Albizzi       | 7         | 2016     | Muerto | asesinado por mercenarios  |

### Antiguos personajes recurrentes
| Actor                | Personaje                  | Episodios | Duración | Estado | Notas     |
| -------------------- | -------------------------- | --------- | -------- | ------ | --------- |
| Michael Schermi      | Ricciardo                  | 6         | 2016     | Muerto | asesinado |
| Frances Barber       | Piccarda de Médici         | 3         | 2016     | -      | -         |
| Fortunato Cerlino    | Mastro Bredani             | 3         | 2016     | Muerto | asesinado |
| Lorenzo Balducci     | Mario de Médici            | 1         | 2016     | -      | -         |
| David Bradley        | Conde Alessandro de Bardi  | 1         | 2016     | -      | -         |
| Luigi Diberti        | Messer Cavalcanti          | 1         | 2016     | -      | -         |
| Ben Starr            | Donatello                  | 1         | 2016     | -      | -         |
| David Bamber         | Papa Martín V              | 1         | 2016     | -      | -         |
| Steven Waddington    | Cardenal Baldassarre Cossa | 1         | 2016     | -      | -         |
| Fabrizio Matteini    | Cardenal Mosca             | 1         | 2016     | -      | -         |
| Martino Duane        | Cardenal Lampedusa         | 1         | 2016     | -      | -         |
| Roberto Trifirò      | Cardenal Orsini            | 1         | 2016     | -      | -         |
| Giuliano Ghiselli    | Cardenal Torelli           | 1         | 2016     | -      | -         |
| Matthew T. Reynolds  | Cardenal Bellini           | 1         | 2016     | -      | -         |
| Valentina Carnelutti | Maria Tarugi               | 1         | 2016     | -      | -         |
| Andy Luotto          | Sandro Tarugi              | 1         | 2016     | -      | -         |
| Valentina Cervi      | Alessandra Albizzi         | 1         | 2016     | -      | -         |
| Stefano Venturi      | De Girolamo                | 1         | 2016     | -      | -         |
| Douglas Dean         | Bruno Aquilani             | 1         | 2016     | -      | -         |
| Miriam Leone         | Bianca                     | 1         | 2016     | -      | -         |
| David Sturzaker      | Ezio Contarini             | 1         | 2016     | -      | -         |
| Marco Pancrazi       | Sirviente de la Corona     | 1         | 2016     | -      | -         |

## Episodios
La primera temporada de la serie estuvo conformada por 8 episodios. El estreno de la segunda temporada de la serie está previsto para el 23 de octubre de 2018 con otros 8 nuevos capítulos.
La serie finalizó con 3 temporadas en total con 24 episodios

## Producción
La miniserie es creada por Frank Spotnitz, cuenta con la participación del director Sergio Mimica-Gezzan, de los escritores Nicholas Meyer y Spotnitz, y de los productores ejecutivos Luca Bernabei, Matilde Bernabei, Meyer y Spotnitz.
La serie se ha filmado en Roma y Florencia en Italia, adquiriendo acceso a algunos lugares históricos en donde varios de los acontecimientos reales se produjeron incluyendo el Palazzo Vecchio, la Basílica de San Lorenzo y el Duomo.
En un inicio se había anunciado que el actor Billy Campbell interpretaría el personaje de Bernardo Guadagni, sin embargo fue reemplazado por el actor Brian Cox.

### Emisión en otros países
| País           | Título                       | Cadena (as)        | Fecha de Inicio       | Fecha de Finalización |
| -------------- | ---------------------------- | ------------------ | --------------------- | --------------------- |
| Alemania       | -                            | Sky 1              | -                     | -                     |
| España         | Medici: Señores de Florencia | Movistar TV        | -                     | -                     |
| Canadá         | -                            | Netflix            | -                     | -                     |
| Estados Unidos | -                            | Netflix            | -                     | -                     |
| Francia        | -                            | SVOD - Zive        | -                     | -                     |
| India          | -                            | Netflix            | -                     | -                     |
| Irlanda        | -                            | Netflix            | -                     | -                     |
| Italia         | I Medici                     | RAI                | 18 de octubre de 2016 | -                     |
| Latinoamérica  | -                            | Fox Premium Series | 5 de mayo de 2017     | -                     |
| México         | Medici                       | FOX Series Este    | 6 de mayo de 2017     | -                     |
| Reino Unido    | -                            | -                  | -                     | -                     |
| Argentina      | Medici                       | Netflix            | -                     | -                     |